# AB BCFm 2/4
| AB BCFm 2/4                                                       | AB BCFm 2/4                                     | AB BCFm 2/4                                     |
| ----------------------------------------------------------------- | ----------------------------------------------- | ----------------------------------------------- |
| Historischer BCFm 2/4 56 im Jahr 2013                             |                                                 |                                                 |
| Bauartbezeichnung und Nummerierung: ab 1948/49: ab 1956: ab 1962: | BCFm 2/4 25 BCFm 2/4 55 ABFe 2/4 46 ABDe 2/4 48 | BCFm 2/4 26 BCFm 2/4 56 ABFm 2/4 56 ABDm 2/4 56 |
| Hersteller:                                                       | SIG, Sulzer, MFO                                | SIG, Sulzer, MFO                                |
| Baujahr:                                                          | 1928                                            | 1928                                            |
| Umbau:                                                            | 1956                                            | –                                               |
| Ausmusterung:                                                     | 1983                                            | –                                               |
| Achsformel:                                                       | B0'2                                            | B0'2                                            |
| Spurweite:                                                        | 1000 mm                                         | 1000 mm                                         |
| Länge über Puffer:                                                | 16'400 mm                                       | 16'400 mm                                       |
| Gesamtradstand:                                                   | 12'900 mm                                       | 12'900 mm                                       |
| Dienstmasse:                                                      | 25 t                                            | 32 t                                            |
| Reibungsmasse:                                                    | 12 t                                            | 15,6 t                                          |
| Höchstgeschwindigkeit:                                            | 50 km/h                                         | 50 km/h                                         |
| Stundenleistung:                                                  | 137 kW                                          | 137 kW                                          |
| Anfahrzugkraft:                                                   | 49 kN bei 32,6 km/h                             | 49 kN bei 32,6 km/h                             |
| Stundenzugkraft:                                                  | 19 kN bei 24,8 km/h                             | 19 kN bei 24,8 km/h                             |
| Raddurchmesser:                                                   | 720 mm                                          | 720 mm                                          |
| Installierte Leistung:                                            | –                                               | 184 kW                                          |
| Motorbauart:                                                      | –                                               | Sulzer 6 Zyl.                                   |
| Nenndrehzahl:                                                     | –                                               | 775/min                                         |
| Leistungsübertragung:                                             | –                                               | elektrisch                                      |
| Stromsystem:                                                      | 1500 V =                                        | –                                               |
| Anzahl Fahrmotoren:                                               | 2                                               | 2                                               |
| Übersetzungsverhältnis:                                           | 1 : 7,5                                         | 1 : 7,5                                         |
| Sitzplätze 1. Klasse: 2. Klasse: Total:                           | 6 24 30                                         | 6 24 30                                         |
| Ladefläche:                                                       | 12 m²                                           | 3,6 m²                                          |

Die BCFm 2/4 der Appenzeller Bahn (AB) sind 1929 ausgelieferte meterspurige vierachsige Dieseltriebwagen mit Zweitklass-, Drittklass- und Gepäckabteil. 1959 wurde der BCFm 2/4 55 zum Elektrotriebwagen ABFe 2/4 46 umgebaut. Ab 1962 waren der Dieseltriebwagen als ABDm 2/4 56 und der Elektrotriebwagen als ABDe 2/4 48 bezeichnet. Der BCFm 2/4 56 ist heute ein historisches Fahrzeug der Appenzeller Bahnen (AB).

## Technische Beschreibung

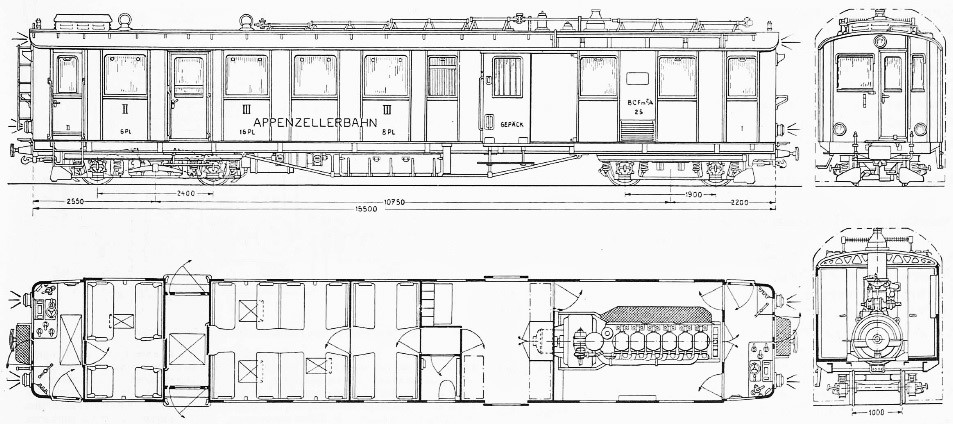
Typenskizze des BCFm 2/4

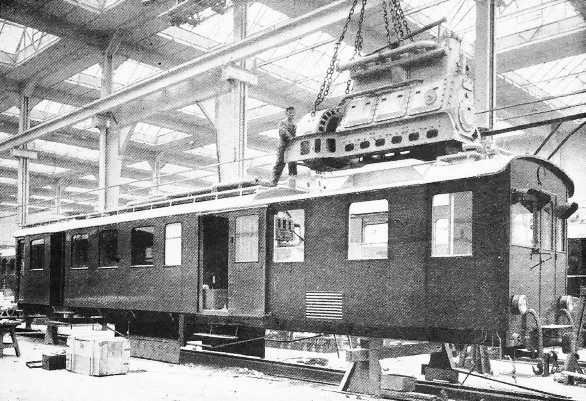
Einbau des Dieselmotors

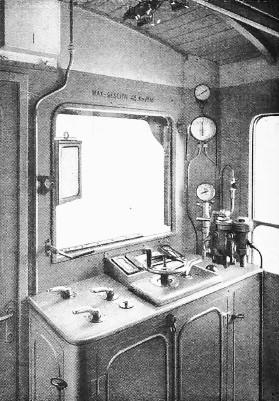
Führerstand

Als die Appenzeller Bahn in den 1920er-Jahren einen Teil ihrer Dampflokomotiven ersetzen musste, entschloss sie sich zum Kauf zweier Dieseltriebwagen ähnlich den BCFm 2/4 der benachbarten normalspurigen Bodensee-Toggenburg-Bahn. Die BCFm 2/4 25 und 26 waren die ersten Schmalspurfahrzeuge dieser Art in der Schweiz. Der Antrieb erfolgt durch einen Viertakt-Sechs-Zylinder-Sulzer-Reihenmotor, der direkt mit dem Gleichstromgenerator gekuppelt ist. Motoren dieses Typs liefen und laufen zum Teil bis heute auch in Schiffen auf schweizerischen Seen. Der Gleichstromgenerator dient auch als Starter des Dieselmotors. Der vom Generator erzeugte Strom wird in einer Ward-Leonard ähnlichen Schaltung den beiden eigenventilierten Triebmotoren zugeführt, die über Tatzlager das Fahrzeug antreiben. Ein am Hauptgenerator angebauter Hilfsgenerator liefert Strom für die Erregung der Hauptgenerators und die Ladung des Akkumulators. Zwei Dieselmotordrehzahlen und zuschaltbare Anfahrwiderstände ermöglichten 15 Fahrstufen.
Der aus Eichenholz bestehende braunrote Wagenkasten ist auf der Dieselmotorseite mit Aluminium- und auf der Triebmotorseite mit Stahlblech verkleidet. 
Neuartig war das breite Fenster vor dem Führertisch. Solche asymmetrischen Stirnfronten erhielten bis zum Ende des Zweiten Weltkriegs auch die BCe 4/4 und die CFe 4/4 der Lausanne-Echallens-Bercher-, der Bière-Apples-Morges- und der Uetlibergbahn. Das über dem Dieselmotor abnehmbare Dach erleichtert die Motorrevision in der Werkstätte. Eine Totmanneinrichtung erlaubt die einmännige Bedienung des Fahrzeugs. 1948/49 erhielten die beiden Triebwagen die Betriebsnummern 55 und 56 und 1956 einen rot/crèmen Anstrich.

## Einsatz

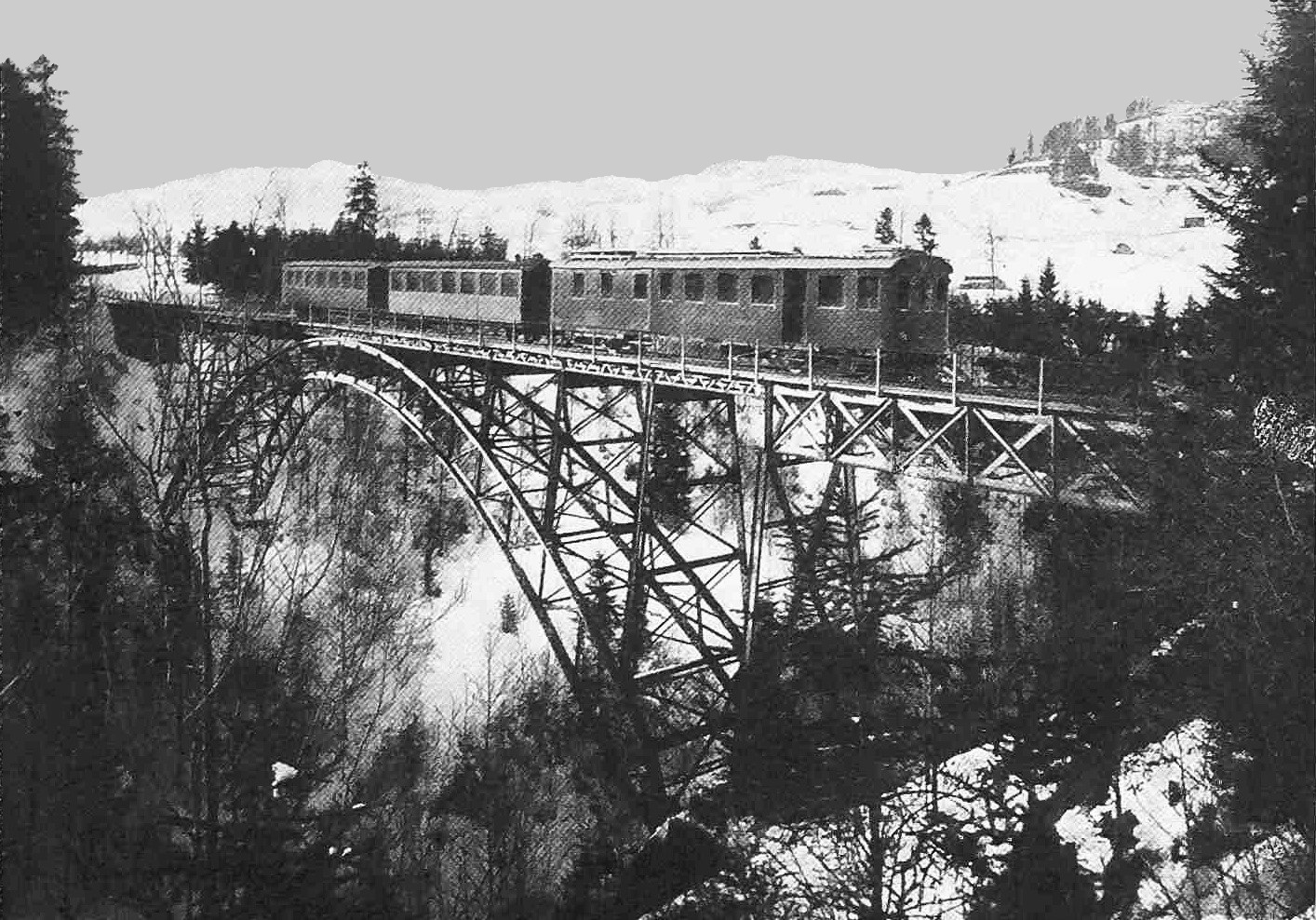
Zug mit BCFm 2/4 auf der Kaubachtobelbrücke bei Appenzell

Die beiden 1929 in Betrieb genommenen Dieseltriebwagen erlaubten an Werktagen – besonders im Winter – die wirtschaftliche Führung des bescheidenen Verkehrs, woraus sich gegenüber dem reinen Dampfbetrieb deutliche Einsparungen ergaben. Zeitweise erbrachten die beiden Triebfahrzeuge 75 Prozent der gesamten Traktionsleistungen der AB. Trotzdem stellte die Appenzeller Bahn bereits 1933 auf elektrischen Betrieb um. Die beiden Dieseltriebwagen wurden für Dienstzüge, beispielsweise im Fahrleitungsunterhalt, sowie im Rangierdienst verwendet. Ausserdem ermöglichten sie die direkte Führung von Zügen nach Wasserauen, was bis  1949 wegen der tieferen Fahrleitungsspannung mit elektrischen Triebwagen nicht möglich war. Als nach dem Zweiten Weltkrieg der Tourismus stark zunahm, konnte an schönen Sommerwochenenden der Verkehr zwischen Appenzell und Wasserauen mit den drei Elektrotriebwagen CFe 2/2 nicht mehr bewältigt werden. Mit den drei CFe 2/2 und einem BCFm 2/4 wurden zwei Zugskompositionen gebildet, wobei die Triebwagen in Doppeltraktion verkehrten. Während des sehr trockenen Sommers 1947 ermöglichten die beiden Dieseltriebwagen namhafte Stromeinsparungen.
Ab März 1973 wurde der Dieseltriebwagen ABDm 2/4 restauriert und wird seit 1975 als historisches Fahrzeug BCFm 2/4 56 eingesetzt.

## Umbau eines Dieseltriebwagens zum ABFe 2/4
1956 baute die Werkstätte Herisau den BCFm 2/4 25 zum Elektrotriebwagen ABFe 2/4 46 um. Dabei wurde die Dieselgeneratorgruppe ausgebaut und durch eine elektrische Ausrüstung ersetzt. Die beiden Fahrmotoren konnten nach einer Umwicklung weiterhin verwendet werden. Gleichzeitig wurde anstelle der Westinghouse- eine Oerlikon-Druckluftbremse eingebaut. Der Triebwagen diente zur Beförderung von Lokal- und Dienstzügen. 1962 erhielt er die Bauartbezeichnung ABDe 2/4. Mit der Inbetriebnahme der BDe 4/4 im Jahr 1968 erhielt er die neue Nummer 48 und wurde nur noch selten eingesetzt. 1973 wurde er remisiert und 1983 an die Ballenberg Dampfbahn verkauft und später abgebrochen.